# Agustín Navarro Cano
Agustín Navarro Cano (Cartagena; 1926 - 14 de juliol de 2001) va ser un director de cinema espanyol.

## Biografia
Es va llicenciar en Filosofia i Lletres, la seva trajectòria cinematogràfica es remunta a principis de la dècada de 1950. En 1954 treballa a les ordres de Luis García Berlanga, com a ajudant de direcció en la pel·lícula Novio a la vista. Cinc anys després faria el mateix amb Marco Ferreri i El pisito.
Com a director, debuta el 1955 amb el curt Pequeño continente, als que seguirien els documentals Lanzarote i Cumbres de Gran Canaria.
La seva primera pel·lícula com a director va ser Quince bajo la lona. Aquest debut, protagonitzat per Alfredo Mayo, Antonio Ozores i Carlos Larrañaga, va ser un dels majors èxits comercials de la pantalla gran de l'època. Altres títols importants en la seva trajectòria van ser Cuidado con las personas formales (1961), Proceso a la ley (1964), Enseñar a un sinvergüenza (1970) i La casa de los Martínez (1971).
També va treballar en televisió, produint diversos espais dramàtics per a TVE.
Estava casat amb l'actriu Carmen de la Maza i van tenir tres fills: Agustín, Regina and Pablo. Va morir el 14 de juliol de 2001 d'una malaltia pulmonar.

## Filmografia
| Any  | Títol                                  | Director | Guionista | Actor |
| ---- | -------------------------------------- | -------- | --------- | ----- |
| 1996 | Noctámbulos                            |          |           | ✓     |
| 1979 | Operación Negro                        |          |           | ✓     |
| 1978 | Arriba Hazaña                          |          |           | ✓     |
| 1976 | Los libros                             | ✓        | ✓         |       |
| 1976 | Manuela                                |          |           | ✓     |
| 1976 | El límite del amor                     |          |           | ✓     |
| 1976 | La espuela                             |          |           | ✓     |
| 1971 | La casa de los Martínez                | ✓        | ✓         |       |
| 1970 | Enseñar a un sinvergüenza              | ✓        | ✓         |       |
| 1969 | El día de mañana                       | ✓        |           |       |
| 1968 | Camino de la verdad                    | ✓        |           |       |
| 1966 | De profesión, sospechosos              |          | ✓         |       |
| 1966 | El misterioso señor Van Eyck           | ✓        |           |       |
| 1964 | Los gatos negros                       |          | ✓         |       |
| 1964 | Proceso a la conciencia                | ✓        | ✓         |       |
| 1964 | Cuatro balas                           | ✓        |           |       |
| 1962 | Una jaula no tiene secretos            | ✓        |           |       |
| 1961 | Cuidado con las personas formales      | ✓        | ✓         |       |
| 1960 | El cerro de los locos                  | ✓        | ✓         |       |
| 1959 | Quince bajo la lona                    | ✓        | ✓         |       |
| 1958 | Ávila                                  |          | ✓         |       |
| 1958 | La noche y el alba                     | ✓        |           |       |
| 1958 | The Little Apartment                   | ✓        |           |       |
| 1958 | Hablemos de amor (Salvemos el paisaje) | ✓        |           |       |
| 1956 | Cumbres de Gran Canaria                | ✓        | ✓         |       |
| 1956 | Lanzarote                              | ✓        | ✓         |       |
| 1955 | Pequeño continente                     | ✓        | ✓         |       |
| 1954 | Novio a la vista                       | ✓        |           |       |
| 1951 | Rostro al mar                          | ✓        |           |       |
| 1948 | Paseo por una guerra antigua           | ✓        | ✓         |       |